# Anoplolepis gracilipes
Anoplolepis gracilipes – gatunek mrówki, znany także jako żółta szalona mrówka, w krajach anglojęzycznych określana także jako mrówka długonoga albo mrówka z Malediwów. Gatunek kosmopolityczny, pochodzący prawdopodobnie z Afryki Zachodniej lub Azji. Skolonizowały wiele obszarów w tropikach na świecie po ich zawleczeniu rozmaitymi środkami transportu przez ludzi.
Gatunkowi temu nadano potoczne określenie „szalony” z uwagi na sprawiające wrażenie chaotycznych ruchy, wykonywane w sytuacji zaniepokojenia. Robotnice osiągają długość ciała do 4 mm, długie nogi i czułki mrówki czynią ją jednym z największych inwazyjnych gatunków mrówek na świecie.
Łatwo zadomawia się i zdobywa dominację w nowym środowisku, w czym pomagają takie cechy, jak agresja w stosunku do innych gatunków mrówek, niski stopień agresji w stosunku do członków własnego gatunku i tworzenie kolonii o dużych rozmiarach.
Została umieszczona na liście „stu najgorszych gatunków inwazyjnych na świecie” opracowanej przez Invasive Species Specialist Group, działającej pod auspicjami Międzynarodowej Unii Ochrony Przyrody (IUCN).

## Występowanie
Gatunek pochodzący z Azji, występuje na wszystkich kontynentach. Skolonizował ekosystemy od Hawajów po Seszele i Zanzibar; zbudował superkolonie na Wyspie Bożego Narodzenia na Oceanie Indyjskim. Od czasu pojawienia się w 1934 roku na Wyspie Bożego Narodzenia jego obecność zagraża wyginięciem m.in. endemicznych gatunków kraba czerwonego oraz głuptaka czarnoskrzydłego.
Regiony występowania:
- Afryka: Mauritius, Reunion, Seszele

- Ameryki: Chile, Meksyk, Stany Zjednoczone
- Azja: Bangladesz, Borneo, Brunei, Kambodża, Chiny, Indie, Indonezja, Japonia, Krakatau, Malezja, Mjanma, Nikobary, Filipiny, Singapur, Sri Lanka, Tajlandia, Zjednoczone Emiraty Arabskie, Wietnam, Jemen
- Europa: Grecja, Wielka Brytania
- Oceania: Australia, Wyspy Cooka, Fidżi, Polinezja Francuska, Guam, Hawaje, Kiribati, Wyspy Marshalla, Mikronezja, Nowa Kaledonia, Niue, Mariany Północne, Palau, Papua-Nowa Gwinea, Samoa, Wyspy Salomona, Tokelau, Tonga, Vanuatu, Wallis i Futuna